# Adán Godoy
Adán Godoy Rubina (Copiapó, 1936. november 26. –) chilei válogatott labdarúgókapus.
A chilei válogatott tagjaként részt vett az 1962-es és az 1966-os világbajnokságon.

## Sikerei, díjai
Chile
- Világbajnoki bronzérmes (1): 1962